# Gnejusz Domicjusz Ahenobarbus
Gnaeus Domitius Ahenobarbus L. f. Cn. n. – syn Lucjusza Domicjusza Ahenobarba konsula w 54 p.n.e. i Porcji Catonis. Mąż Emilii Lepidy, z którą miał jedynego syna Lucjusza Domicjusza Ahenobarbusa, konsula w 16 p.n.e.
W początkach wojny domowej został wraz z ojcem, który dowodził obroną Korfinium, schwytany przez wojska Cezara. Cezar puścił ich wolno ale mimo to Gnejusz wraz z ojcem wziął udział w bitwie pod Farsalos w 48 po stronie Pompejusza. Nie brał jednak udziału w dalszych walkach. Powrócił do Rzymu dopiero w 46 p.n.e., gdy uzyskał od Cezara przebaczenie. Prawdopodobnie nie wziął udziału w zabójstwie Cezara w Idy marcowe, choć część źródeł uznaje go za jednego z konspiratorów. Podążył jednak za Brutusem do Macedonii i walczył po stronie republikanów. w 42 p.n.e. dowodził flotą republikańską 50 statków na Morzu Jońskim i całkowicie rozbił Domicjusza Kalwinusa w dniu pierwszej bitwy pod Filippi, gdy ten ostatni próbował wypłynąć z Brundyzjum. Został wówczas obwołany przez żołnierzy Imperatorem. Po bitwie pod Filippi kontynuował walkę samodzielnie, z flotą 70 statków i dwoma legionami pustoszył wybrzeża Morza Jońskiego. W 40 p.n.e. przeszedł na stronę Antoniusza i przekazał mu tę flotę. W imieniu Antoniusza zarządzał Bitynią. W 36 p.n.e. towarzyszył Antoniuszowi w niefortunnej kampanii przeciwko Partii. W 32 p.n.e. został konsulem, ale doszło wtedy do otwartego zerwania między Antoniuszem i Oktawianem. Domicjusz popłynął z Rzymu do Efezu by połączyć się z Antoniuszem. Zastał tam Kleopatrę i na próżno namawiał Antoniusza do jej usunięcia z armii. Namawiany przez wielu Rzymian, rozczarowanych postawą Antoniusza i jego uleganiu wpływom Kleopatry, do objęcia dowództwa, wybrał jednak opuszczenie dotychczasowego stronnictwa i przeszedł na stronę Oktawiana krótko przed bitwą pod Akcjum. W bitwie nie wziął już jednak udziału, gdyż po kilku dniach po przejściu na stronę Augusta zmarł.